# Болані
Болані (дарі : بولانی) Перікі (пушту : پارکی) — страва афганської кухні,  запечене або смажене тісто з овочевою начинкою.  Має тонку скоринку і може бути начинений різноманітними інгредієнтами, такими як картопля, сочевиця, гарбуз, цибуля або цибуля-порей. Подають з простим йогуртом або м’ятним йогуртом.
Болані виготовляється для особливих випадків, таких як дні народження, заручини або свята. 
В Америці болані є популярним продуктом харчування в будь-якому Кебаб-хаусі. 

## Галерея

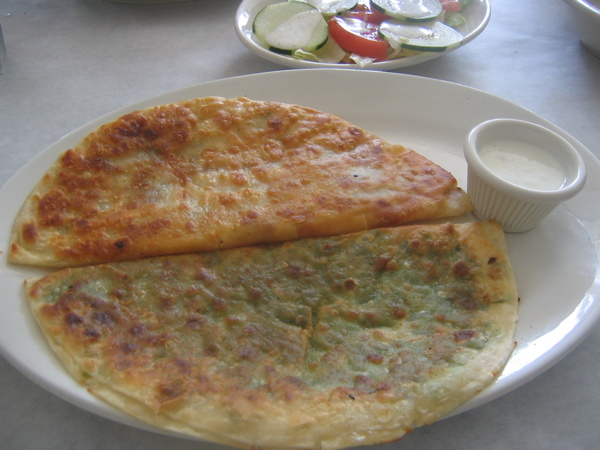
Болані